# Giuseppe Corsi
Giuseppe Corsi Evangelisti (Vangelisti), conocido como Il Celani, (Celano, 1631-1632 – Ancona o Módena, después 10 de marzo de 1691) fue un compositor italiano del periodo barroco.  Su actividad artística tuvo lugar principalmente en la ciudad de Roma, donde fue maestro de capilla.  Tuvo por alumnos a Giacomo Antonio Perti  y Petronio Franceschini.